# Персистентна довжина
Персистентна довжина — характеристика жорсткості полімеру, що використовується, зокрема, в моделі червоподібного ланцюжка.
Короткі сегменти макромолекул мають певні пружність, вони зберігають форму, їх нелегко зігнути, але чим довшим стає полімер, тим більше втрачається кореляція між просторовою орієнтацією його структурних одиниць. Персистентна довжина є кількісною мірою того, коли це відбувається. Формально вона визначається як довжина відрізка полімерного ланцюжка, на якій кореляція між дотичними до його лінії повністю втрачається.  Строгіше її можна визначити як середню суму проєкцій усіх зв'язків  j ≥ i на зв'язко i у нескінченно довгому ланцюжку.
Вибравши напрямок дотичної до полімеру в одній точці як основу, можна означити кут θ, між орієнтацією дотичних в іншій точці на відстані  L уздовж ланцюжка полімеру та основною. Можна показати, що математичне сподівання косинуса цього кута експоненціально стадає з відстанню:
{\displaystyle \langle \cos {\theta }\rangle =e^{-(L/P)}\,}
де P — персистента довжина, а кутові дужки означають усереднення по всіх початкових положеннях.

Перистентна довжина дорівнює половині довжини Куна — характеристики, що використовується в моделі ідеального ланцюжка.

## Виноски
1. ↑  Flory, Paul J. (1969). Statistical Mechanics of Chain Molecules. New York: Interscience Publishers. ISBN 0-470-26495-0.
2. ↑  Landau, Lev Davidovič; Lifšic/Lifshitz/Lifshits, Evgenii Mikhailovich (between 1958 and 1981). Statistical Physics (English) . Oxford [and other publisher] : Pergamon Press. с. §127. Архів оригіналу за 10 травня 2017. Процитовано 22 червня 2017.
3. ↑  Doi, M.; Edwards, S.F. (1986). The Theory of Polymer Dynamics. Clarendon, Oxford. с. 317.